# Bede (plante)
 For alternative betydninger, se Bede. (Se også artikler, som begynder med Bede)
Bede (Beta vulgaris) er en 40-100 centimeter høj urt, der i Danmark findes vildtvoksende som underarten strandbede (ofte skrevet strand-bede) ved Storebælt. Desuden ses foderbede forvildet fra dyrkning. Beskrivelsen nedenfor gælder strandbede.
Planten udvikler en kraftig pælerod med tynde siderødder. Kulturformerne har fået fremelsket rødder med vidt forskellig form og farve, men fælles for dem er et højt indhold af stivelse og sukker.

## Beskrivelse
Strandbede (B. vulgaris subsp. maritima), er en flerårig, urteagtig plante med en opret til opstigende vækst. Planten danner først en roset af bredt rudeformede eller ægformede blade med rundtakket rand. De opstigende stængler bærer smalt rudeformede til lancetformede blade med rundtakket rand. Alle blade er glatte og friskgrønne med lysere rand og underside.
Blomstrer i juli-august med små, bruskagtige, grønne blomster i endestillede og aksagtige nøgler. Frugterne er flade kapsler. Arten blev tidligere henregnet til Salturtfamilien, men hører ifølge de seneste undersøgelser hjemme i Amarant-familien.
Højde x bredde og årlig tilvækst: 1 x 0,50 m (100 x 50 cm/år). Tilvæksten er dog markant mindre det første år.

## Voksested
Den vilde form, strandbede, vokser på tangvolde ved stenede kyster og er i Danmark særlig almindelig langs Store Bælt og de sydlige Kattegatkyster, hvor den vokser sammen med eksempelvis strandkål, sodaurt, strandkvik, strandmandstro og strandmælde.

## Anvendelse
Den vildtvoksende Strand-Bede er udviklet til forskellige kulturformer, der bruges til dyrefoder og som grøntsag. Se eventuelt:
- Bladbede
- Foderbede
- Rødbede
- Sukkerroe